# 威廉·馮·洪堡
弗里德里希·威廉·克里斯蒂安·卡尔·费迪南·冯·洪堡（德語：Friedrich Wilhelm Christian Carl Ferdinand von Humboldt，1767年6月22日—1835年4月8日）又译洪堡特，是一位德国哲学家、语言学家、政府官员和外交家，也是柏林洪堡大學的建立者。
威廉·馮·洪堡是德国文化史上影响最深刻和最伟大的人物之一。他與弟弟亞歷山大都有广博的学识，并对当时的时代有着历史上少见的巨大影响。亚历山大主要研究的是自然科学，而威廉的研究对象是文化科学，如教育学、国家理论、对语言、文学和文化的分析。他是普鲁士教育改革的推动者，同时也是普鲁士的外交官。

## 生平

### 家庭出身
洪堡的父亲世系来自于波美拉尼亚的市民家庭。威廉和亚历山大的祖父是普鲁士军队中的军官，1738年他由于军功被升入贵族阶层。他退伍后他的儿子亚历山大·格奥尔格被腓特烈二世授命为伊麗莎白太子妃的大管家。亚历山大·格奥尔格任此职位直到1769年普鲁士太子腓特烈·威廉与太子妃分手。1766年亚历山大·格奥尔格与信奉喀爾文派胡格諾派（胡格諾派）的富寡妇伊丽莎白结婚。通过这次婚姻亚历山大·格奥尔格成为泰格尔宫的主人。威廉和亚历山大就是在这里长大的，只有在冬季他们举家搬到柏林市内居住。他们的父母对他们的教育非常关心。

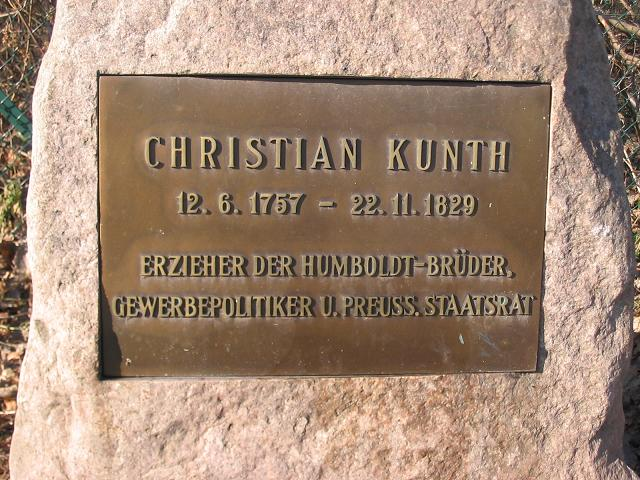
泰格尔宫入口处纪念洪堡兄弟的教师戈特罗布·约翰·克里斯蒂安·孔特的纪念碑

洪堡的父母聘请了非常知名的人物作为洪堡兄弟的教师，从1777年开始戈特罗布·约翰·克里斯蒂安·孔特开始协调和监督各门教程长达十多年之久。在准备大学时兄弟俩获得自然经济、统计、自然法和哲学的私人教育。孔特本人逐渐地也获得了洪堡家庭的信任，开始介入财产管理。1779年亚历山大·乔治死后他成为洪堡夫人的亲信顾问和洪堡兄弟的管家。后来在普鲁士改革时期威廉促使孔特成为海因里希·腓特烈·卡尔·冯·施泰因的同事，1829年孔特死后威廉还满足了他的愿望，让他葬在泰格尔洪堡家族的族墓中。
13岁时威廉就已经能够流利地说希腊语、拉丁语和法语，並充分認識了这些语言最重要的作家的作品。他极其用功，以至于他身边的人对此不安。通过孔特的安排洪堡兄弟也进入了兴趣广泛的医生马库斯·赫兹的家里。赫兹在他自己的家里教授哲学和物理。威廉也进入了赫兹夫人的沙龙。后来，于1788年，威廉在这里结识了他后来的夫人卡洛琳。
洪堡兄弟的母亲希望兄弟俩可以通过这个良好的教育成为有势力的大臣。计划中威廉要学法学，亚历山大要学国家经济学。在孔特的指导下兄弟俩进入奥得河畔法兰克福大学。一个学期后，1788年春威廉离开了奥得河畔法兰克福，进入哥廷根大学。

### 青年求學
在哥廷根威廉离开了别人为他计划的生涯，而是开始追求他自己的趋向、兴趣和见解。在学业里他放弃了法学，而开始学习哲学、历史、古语言，并开始与格奥尔格·克里斯托夫·利希滕贝格等交涉。在这个时候他也认识了他后来的夫人卡洛琳，两人之间的信件保留下来后来被发表，因此洪堡与他夫人的关系后来在19和20世纪被德国市民阶层看作是理想婚姻的代表。
1788年末威廉旅行赴莱茵河/美因河地区，在这里他结识了环球旅行家格奥尔格·福斯特和歌德的少年朋友弗里德里希·海因里希·雅各比。1789年他与他过去的教师坎普一起旅行到正在大革命的巴黎。在巴黎他不但对革命发展感兴趣，也对巴黎的孤儿的状况感兴趣，他为此拜访了一个孤儿院。1789年圣诞节期间他与他订婚的夫人一起在魏玛渡过并在那里结识了弗里德里希·席勒和约翰·沃尔夫冈·冯·歌德。
1790年初威廉结束了为期四个学期的学业，进入国家机构。他在司法部获得了一个职位，在这里他将受到成为法官的教育，并且还获得了外交方面的经验。但是1791年5月威廉就试图以家庭事务为借口辞去他在司法部的职务。可能威廉对法官教育本身反感，也可能他的其它兴趣是他辞职的主要原因，也可能他只不过是为了满足他的母亲和将来的岳父的要求才进入司法部的。1791年6月29日威廉与卡洛琳在埃尔福特结婚，此后两年半里他们住在图林根卡洛琳的父母的庄园上，两人一起研究古希腊语、文化、艺术和哲学，并与哈雷的古语言学家腓特烈·奥古斯特·沃尔夫有非常深的交流。洪堡对古典欧洲的研究的目的在于研究“人类的哲学”。他认为希腊思想是“我们希望达到的理想”。
洪堡对于古希腊的极高赞美对于当时来说是很正常的。1794年他举家迁往席勒居住的耶拿。对于席勒，以及后来的歌德来说，洪堡是一位敏锐的分析家、有益的批评家和顾问。

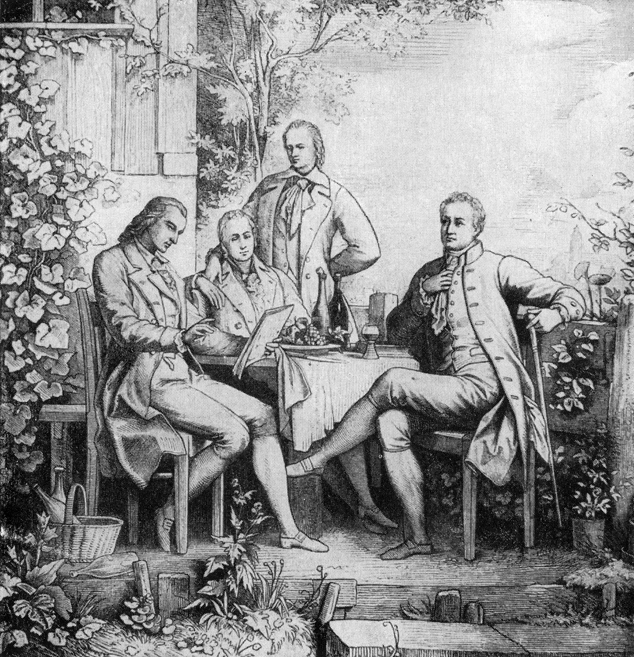
威廉·馮·洪堡（左二）、席勒、亚历山大·冯·洪堡和歌德在耶拿

除1795年/1796年短期中断外至1797年洪堡与席勒在耶拿关系密切。威廉的母亲伊丽莎白死后她的财产继承给她的两个儿子，使得他们在经济上独立。威廉继承了泰格尔宫，亚历山大则获得了他可以进行他的美洲之旅的资本。

### 持節罗马
洪堡的母亲死后他和他的家庭没有回到泰格尔，他最希望去的地方是意大利，但因拿破崙戰爭的意大利战役，安全起见他无法前往意大利。此后四年里他搬到了由于大革命而依然动荡不安的巴黎。在这里洪堡与埃马努尔·约瑟夫·西哀士、斯塔尔夫人和雅克-路易·大卫有非常紧密和有成果的交流。1799年和1801年他从巴黎出发两次长期去西班牙旅行，这两次旅行尤其对巴斯克語的语言学研究带来了很大的成果。
1801年夏洪堡携妻子儿女回到泰格尔，但是他们在泰格尔只逗留了一年，因为次年洪堡就获得了舒适而且有利的去意大利的机会：他被委任为普鲁士驻教皇国的代表。他在司法部工作时获得的外交官的地位这次对他有用了。洪堡以拥有国际经验的贵族的身份来争取这份职务，他当时的竞争对手觉得作为驻教皇国的代表不是很有利，因为在法国的占领下教宗国缩小了许多，而且教宗本人受拿破仑的牵制。作为普鲁士的使节洪堡不是有许多事情要做，因此他和他的妻子卡洛琳一起有许多时间将他们的大使官邸变成一个罗马的社交中心。法国驻教皇国的代表吕西安·波拿巴、当时的巴伐利亚太子、后来的路德维希一世、斯塔尔夫人、年轻的卡爾·弗里德里希·申克爾、克里斯蒂安·蒂克和奥古斯特·威廉·施莱格尔均在他家里往来。
在一封1804年8月23日给歌德的信中他写明了为什么罗马对他有这样高的吸引力：“按照我们的见解罗马是整个古代聚焦的地方……但是这主要是一个主观的印象，但是站在这位或者那位伟人曾经站过的地方不仅仅是思想。不论这是不是必要的幻觉，但是这个高贵、崇高的过去本身展示出其力量。不管我们愿意不愿意都无法拒抗这个力量。因为这个地方现在的居民所留下的荒芜和无法想象的众多的遗迹直接吸引着我们的目光……但是即使我们向往我们自己是雅典或者罗马的居民，这也只是一个幻觉。只有从远处，革除了所有的琐事，只有作为过去的时代古代才对我们施展出它的吸引力。”
1805年夏，从美洲回来的、当时就已经被称为“第二位哥伦布”的亚历山大·馮·洪堡在去巴黎完整地分析他收集的研究资料之前在罗马他兄弟家里待了三个月。这说明这两位在各方面均非常不同的兄弟之间的紧密关系和对话。

### 教育改革
洪堡在罗马经历了神圣罗马帝国的解体、普鲁士的惨败和1806年法国占领柏林。1806年秋他写信给当时普鲁士的外交部长说：“我从未追求功名，始终对我居住的、我所热爱的国家满足，从没有希望达到别的地位。但是现在我对在这里无所作为和不能为受威胁的祖国尽力而感到惭愧。”
但是当时柏林对他没有其它用处，因此洪堡在罗马待到1808年10月。他请求假期来处理财产问题以及确定被抢劫的泰格尔宫的破坏回到德国。在这里他听说在冯·斯坦开始进行的普鲁士改革中他被接管“文化和公共教育”部分。冯·斯坦坚持将这个任务交给洪堡是有原因的。普鲁士军事国家是由腓特烈·威廉一世建立的，在腓特烈二世时扩张，但是此时已经国库耗尽了，成为拿破仑的一个附庸国。为了走出这个处境，冯·斯坦和他的同仁认为要给予市民阶层通过法国革命解放出来的自由要求，促进他们的责任感，通过这个方式为国家赢得新的资源。
洪堡的国家理论早就已经持这个见解了。他被看作是德国自由主义的先驱，他的这个见解很快就成为普鲁士和普鲁士以外君主制保守力量的对头。在他1792年写的论文《试图确定国家的功能的边界的主意》（Ideen zu einem Versuch, die Grenzen der Wirksamkeit des Staates zu bestimmen）中他写道：“人的目的，不是他变换的兴趣，而是他的理智不断驱促他的永远的愿望，是将对他的所有能力最高的和最完整的教育。自由是这个教育首要的和必须的条件。……社会能够提供的最高的财富是将许多个体集合到一起。但是通过国家的介入这些个体多少会丧失其特征。并非一个国家中的成员生活在社群中，而是每一个臣民与整个国家的关系，而这个国家的精神则体现在其政府中。国家的超级的力量阻止其臣民的力量自由。同样的原因导致同样的结果。一个国家的印象越大，不光是其统治者，而且其被统治者也越相似。……一个这样替其他人思考的人可能的确是错识其他人，要将其他人变为机器。”
此外洪堡认为教育对于一个人道的生活的重要性，这也是他在这个时期获得这个职位的原因之一：“一个国家、一个时期、整个人类要获得我们的赞美的条件是什么？其条件是教育、智慧和美德在这个社会中盡可能地普及和施展，使得其内在的价值提到非常高的地步。以至于假如我们将人从这个社会中抽出的话其教育、智慧和美德留下巨大的成分。”

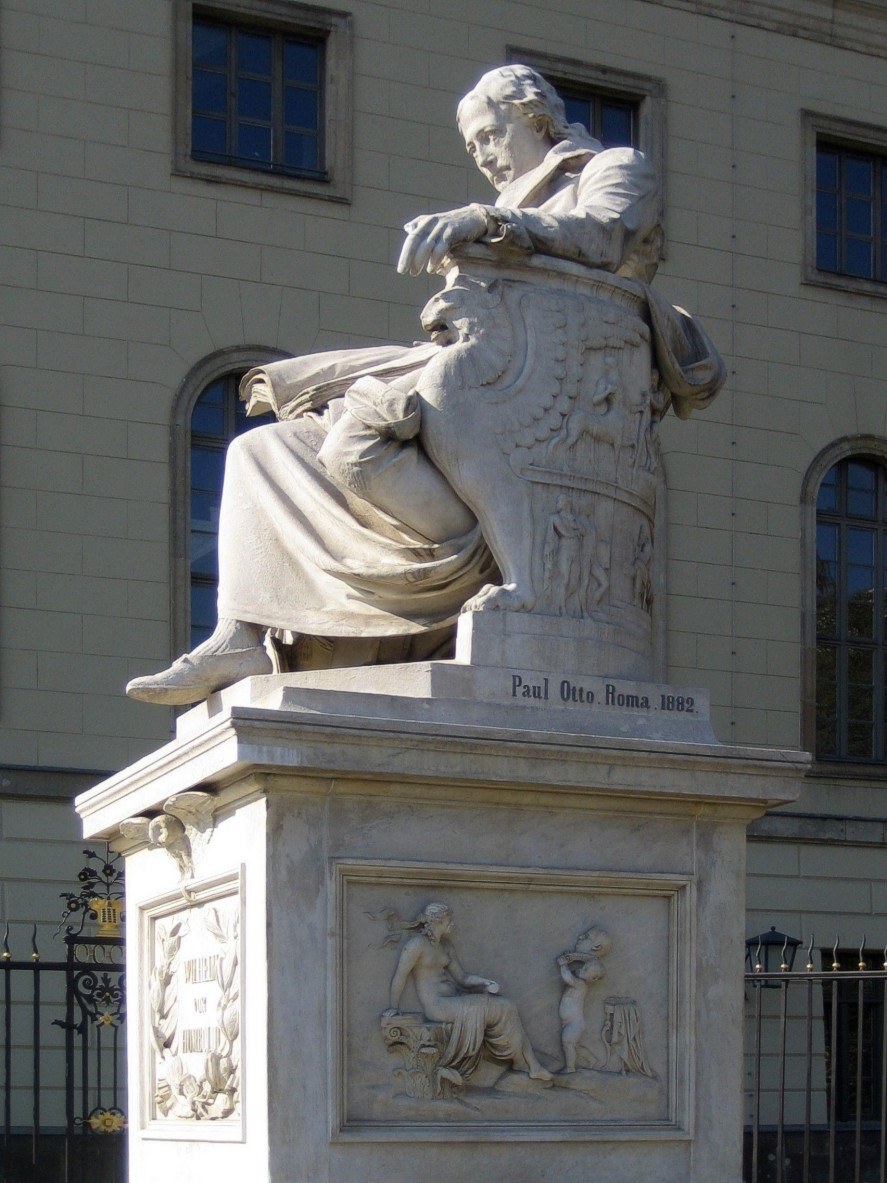
洪堡大学前威廉·冯·洪堡的像

洪堡接到了他的委任后他犹豫是否接受这个委任。他的犹豫的主要原因是他的官职不是直接只向国王负责的部长，而是内务部部长手下的一名局长。他主要是担心相对于他的任务的意义他在进行教育改革时没有足够的自由余地。但是最后他还是屈从了这个事实。在他的同事的帮助下他很快就在哥尼斯堡进行迅速的，但是有仔细考虑的改革，他的改革内容包括小学、中学、高级中学和大学的教程、教师培训和考试制度。作为他的改革措施的高峰是他1810年建奠定的柏林大学（柏林洪堡大學的前身）。洪堡大学一开始就获得了弗里德里希·施萊爾馬赫、弗里德里希·卡尔·冯·萨维尼、费希特、尼布尔等有名的学者作为教师。其学生和教师之间的关系以及大学的任务均是双重的：除了教学外大学还有研究的任务，学生和教师直接参加研究工作。而且在教学和研究上大学拥有比较大的自由性，国家对于大学的束缚比较小。洪堡认为大学明智的自主本身就是符合国家需要的。而且大学自主可以利用国家无法利用的资源。
有人批评洪堡的理想教育来自他本人贵族优越的生活，因此出于财政上的约束和社会实际无法普及化。洪堡本人也强调它所受到的个人奢侈的个人教育在其它情况下要改变后才能施用。1809年12月他向国王做的报告中他建议建立一个终身学习的市民社会：“有些知识应该是普及的，有些巩固思想和性格的教育应该是每个人都获得的。不论其职业，只有一个良好的、正直的、启明的人和市民，才能成为一个好的手工业者、商人、士兵和企业家。只有通过给予他必要的学校教育他才会轻松地学习他的职业必要得专门知识，而且会具有（在人生中经常发生的）更改他的职业的自由。”
洪堡计划了一个三级的学校制度：小学、中学、大学。1809年秋他提出了两个教育系统的设计。这两份计划针对阶层教育，而提倡普及教育。它们尤其针对贵族学校、军校和市民学校这些专门对一定职业的学校分类。他建议在三年制的小学中使用裴斯泰洛齐的教育方法：“这个方法的基础在于孩子在受教育的时候始终完全理解他正在听到的、说的、做的事情为什么是这样的而不是别样的。”理想的中学生对于洪堡来说是人文中学，是作为大学学业的准备。他提倡利用古语言来修养思想。
洪堡和他的同事留下来的长久的改革措施有：
- 1810年引入的教师考试，中学教师必须掌握古语言、历史和数学；
- 1812年引入统一的中学毕业考试（不过到1834年才完全执行）；
- 1816年引入的十年制的中学教程

洪堡始终试图提高他在内阁的地位，来使得自己在内阁中获得更大的自由和与其他内阁成员一样的地位，他试图说服国王采纳这个见解。但是一年后他认识到他的力量不足。作为最后的压力他提出辞职。在此后的两个半月的时间里有关于让他负责内务部和外交部事物的讨论，但是最后他的辞职还是被批准了。由于当时他在接管文化局的时候就已经有约在先，此后回到外交工作上去，因此在他辞职后他被委任为“驻维也纳的特殊大使和全权大臣”。
每次洪堡辞职均受人批评。一般认为自爱、爱享受、爱轻松和自大是他辞职的原因。但是在他在职的时间里他始终是非常勤劳和非常用功的。但是有一点是可以肯定的：他为社会作贡献不是没有条件的。每次假如环境限制他，无法使得他实现自己的时候、假如他的愿望不能实现的时候、假如他觉得无法满足他的要求得时候他就结束任何职任。在这一点上他对自己无愧。

### 再任大使
洪堡在柏林进行教育改革的期间，他的夫人和孩子留在罗马。1810年秋他们移居维也纳，在这里他们又恢复了在罗马的社交生活。通过他的一位少年时期的、当时在奥地利的机构中工作的朋友他了解到了当时奥地利外交部长克萊門斯·梅特涅的基本政策。由此他能够正确地向柏林预言奥地利对拿破仑对俄罗斯战争的看法以及俄罗斯战争失败后奥地利的举动，并且能够协助鼓动奥地利参加反拿破仑的联盟。有人认为这是洪堡最大的外交成果。
在维也纳会议上和在德意志联邦的谈判中洪堡是普鲁士首相卡尔·奥古斯特·馮·哈登堡亲王的副手。他写的许多备忘录后来成为联邦协约的内容。但是洪堡与哈登堡在建设欧洲未来的展望上的一致性没有维持很长时间，因为洪堡的自由主义与梅特涅的复辟趋势越来越对头，这使得洪堡的地位越来越下降，而哈登堡也并不支持洪堡。到维也纳会议结束时梅特涅与洪堡之间的对立已经使得洪堡无法再在维也纳待下去了。1816年洪堡被派到法兰克福谈判德意志联邦谈判中未解决的领土纠纷，此后他被派为驻伦敦的大使，这实际上是将他架空了。1817年洪堡有数个月在柏林作为没有部门的内阁成员参与政治。哈登堡多次表示想给洪堡一个部长位置，而洪堡则表示他接受部长位置的条件是改革内阁，将内阁改革为一个同僚团的形式。哈登堡觉得洪堡的这个条件是对他本人的威信的挑战。因此他催促洪堡迅速去伦敦。
洪堡在伦敦待了半年后就以家庭原因为由请求调离，但是哈登堡不希望洪堡返回柏林，因此没有批准。洪堡因此直接向国王要求调离，他再次被派为普鲁士在法兰克福驻德意志联邦的代表。1819年1月他还是被指命为部长，管理阶层事物。洪堡可能希望能够通过这个机会来实现腓特烈·威廉三世许诺的君主立宪制，因此他没有提出改革内阁的条件就接受了这个部长的职务，尽管哈登堡的反对和哈登堡自己的宪法计划。洪堡答应接受部长职务在公众获得了很大的支持，这也可能是请他出任这个职务的原因。但是哈登堡希望在洪堡到达柏林前就决定宪法问题，因此他给了洪堡一大堆的事物，让洪堡在法兰克福周旋。洪堡因此一直到当年夏才得以来到柏林。
但是这个时候对于一个自由的宪法来说是非常糟糕的时机。就在洪堡入职的时候普鲁士和奥地利政府首脑达成《卡尔斯巴德决议》，迫害和镇压大学和公共生活里的自由运动。虽然此后哈登堡和洪堡均向宪法委员会提出宪法的建议，但是此时普鲁时已经决定不立宪法了，因此洪堡的斗争最后是徒劳的。1819年12月31日由于他强烈反对警察对“煽动者”的迫害而被解职。

### 晚年生活
洪堡51岁时终于又可以自由选择他的居住地和工作内容了。他决定在父母留下的泰格尔定居。但是他决定按照他自己的愿望和审美观改建泰格尔宫。对于他来说古代艺术和文化是非常重要的，这应该体现在他的居住地中。他请他在罗马就已经结识的卡爾·弗里德里希·申克爾来负责设计这个巨大的改建工程。申克尔在外表上建造了一个四层楼高的古典式表面，在内部则将空间改建为适合放置洪堡夫妇长年收集的大量大理石雕塑。这样泰格尔宫不但成为一座独特的住房，而且也是普鲁士第一座古代博物馆。

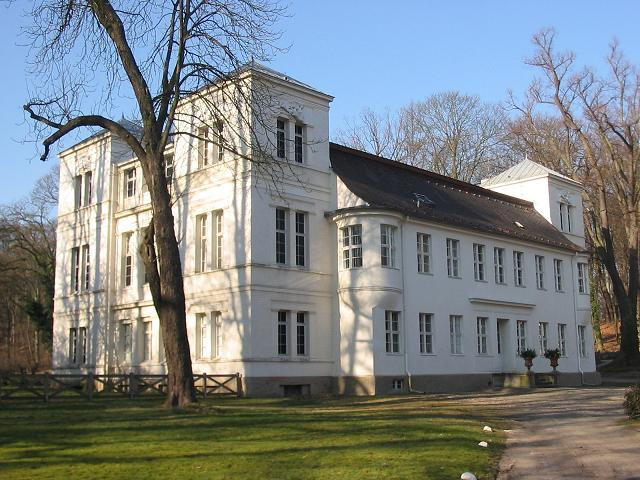
申克尔改建的泰格尔宫

洪堡与申克尔之间的合作非常好。1824年10月改建后的泰格尔宫落成典礼上普鲁士太子夫妇也参加。数年后洪堡与申克尔又合作建造了柏林卢斯特花园里的老博物馆。1825年洪堡成为新成立的艺术朋友协会的主席，促进艺术的发展和为艺术家提供协助。洪堡对古代的知识在设立老博物馆时也起了非常大的作用。1830年老博物馆开幕时普鲁士国王对洪堡大加赞扬，并授命他从此可以参加内阁会议。当然这并不是说要洪堡回到政坛，因此洪堡也很少真正参加内阁会议。
1829年卡洛琳逝世，洪堡的健康状况下降剧烈。他的症状很像帕金森氏症，但是他依然能够每天晚上立地作成一首诗。他的作息时间非常严格。
洪堡的后代在19世纪和20世纪中不顾政治上的变迁和动荡始终保持洪堡的遗愿，使得泰格尔宫至今始终保持了其家族住址，又部分对公众开放为博物馆的双重作用。

### 语言研究
洪堡晚年在泰格尔主要研究语言。其资料部分来源于他本人在旅行中收集的，部分则来自于他极大的信件往来，还有部分来自于他的弟弟旅行中收集的。从1827年开始亚历山大回到了柏林并经常到泰格尔拜访他的哥哥。威廉死后亚历山大在一封信里这样评价他的哥哥：
“他就好像是站在自己身边一样，促进了一种新的、广的语言学，这种语言学的基础是人类的思想特征，它将不同语言的结构归为不同的种类：整个地球上有许多不同的语言，每种语言有它们自己的结构，而他则将所有这些语言和结构看作是一个研究对象，……（他的研究结构）不但对于当代研究语言语法的学者来说是永恒的，他也是揭示所有语言之间的联系，以及这些联系对整个人类的思想形成最深刻和最重要的印象的人。”
除他在少年时代学的那些语言外，洪堡后来还学会了英语、意大利语、西班牙语、巴斯克语、匈牙利语、捷克语和立陶宛语。他的语言研究包括了美洲土著人语言、科普特语、古埃及语、汉语、日本语和梵语。洪堡认为语言是人类最重要的特征：“语言是人类情绪的摇篮、家乡和住地，因此在语言里包含和隐藏着人类的情绪。”
人与人之间要交换复杂的思想必须通过共同的语言，对于洪堡来说这也是科学发展的动力和媒体：“理解不是不可分割的点与点之间的接触，而是不同人的思想圈之间的部分重叠。这样才会有人类的思想进步，每个思想的扩展可以进入到另一个人的思想圈内，而同时又不会束缚另一个的思想。对思想的束缚只会导致反感。这是思想扩展的必须条件。”
他是最先提出「語言左右思想」的學說的學者之一，參看新洪堡特学说。从词句关系这样偏语序的角度把语言分类为：分析语、综合语、多式综合语。并提出了语言进化论：第一阶段是假想中的最初的“原始语言”阶段；第二阶段就是汉语这样的词序与虚词发达的分析语；第三阶段是粘着语；第四阶段是屈折语，如印欧语系。由于这与欧洲有代表性的德语、法语、俄语、西班牙语、英语从古典到现代其曲折成分越来越弱的趋势相反，因此当时英国语言学家缪勒所言：印欧语的历史除了逐渐衰败的过程，就剩下零了。

## 著作
- 《國家活動限界》，又譯《论国家的作用》，威廉·馮·洪堡著

## 外部連結
- 柏林洪堡大學（页面存档备份，存于）